# Pneumonia (album)
Pneumonia è il terzo e ultimo album in studio del gruppo musicale statunitense Whiskeytown, pubblicato nel 2001.

## Tracce
Testi e musiche di Ryan Adams, eccetto dove indicato.
1. The Ballad of Carol Lynn – 3:04 (Ryan Adams, Mike Daly)
2. Don't Wanna Know Why – 3:59 (Ryan Adams, Mike Daly, Caitlin Cary)
3. Jacksonville Skyline – 3:01
4. Reasons to Lie – 3:30 (Ryan Adams, Mike Daly)
5. Don't Be Sad – 3:21 (Ryan Adams, Mike Daly, James Iha)
6. Sit & Listen to the Rain – 4:05
7. Under Your Breath – 3:28 (Mike Daly, Ryan Adams)
8. Mirror, Mirror – 3:15 (Ryan Adams, Mike Daly)
9. Paper Moon – 4:42
10. What the Devil Wanted – 3:38 (Ryan Adams, Mike Daly)
11. Crazy About You – 2:46
12. My Hometown – 2:46
13. Easy Hearts – 5:08 (Ryan Adams, Caitlin Cary)
14. Bar Lights (+ To Be Evil (traccia nascosta)) – 7:40

## Formazione
- Ryan Adams — chitarra, voce, piano, armonica
- Caitlin Cary — fiddle, cori
- Mike Daly — chitarra, pedal steel guitar, lap steel guitar, dulcimer, mandoloncello, mandolino, tastiera, cori
- Brad Rice — chitarra
- Jennifer Condos — basso
- Mike Santoro — basso
- Richard Causon — tastiera
- James Iha — chitarra, cori
- Tommy Stinson — chitarra, dobro
- James Jumbo Aumonier — celesta
- Ethan Johns — batteria, basso, mandolino, mandocello, tastiera, percussioni, chitarra